# Zilahy Lajos
Zilahy Lajos (Nagyszalonta, 1891. március 27. – Újvidék, 1974. december 1.) magyar író, publicista, filmrendező, forgatókönyvíró és producer, a Magyar Tudományos Akadémia tagja, emigrációjában amerikai állampolgár.
Felesége Bárczy Piroska volt, Bárczy István, Budapest főpolgármesterének a lánya.

## Életpályája
Apja Zilahy Lajos közjegyző, régi nemesi református család sarja volt, anyja pedig dunántúli földbirtokos családból származott. Apja 1905-ben meghalt, és a család vagyontalanná vált. Ahhoz, hogy iskoláit tovább tudja folytatni, Nagyszalonta elöljárói fordultak Bihar vármegye bizottsági tagjaihoz, hogy támogassák a Száraz-alapítványhoz benyújtott ösztöndíj kérelmét. A pályázat sikere tette lehetővé, hogy befejezhesse tanulmányait a nyolcosztályos főgimnáziumban Máramarosszigeten, majd tovább tanulhasson a Pázmány Péter Tudományegyetem jogi karán, ahol jogi doktorátust szerzett. Tanulmányai mellett egy ügyvédnél segédkezett Nagyszalontán. 1914-ben kitört az első világháború. Ekkor bevonult katonának, azonban Lembergnél súlyosan megsebesült. Emiatt 1916-ban leszerelték.
Ezt követően újságíróként dolgozott a Magyar Figyelőnél és a Déli Hírlapnál. 1912-ben az Új Idők című folyóiratban jelent meg János szerelme című elbeszélése, amelyet több elbeszélése és verse követett az Új Időkben 1912–1926 között. 1916-ban Versek címen megjelent első önálló kötete, amelyhez Beöthy Zsolt írta az előszót. A Tanácsköztársaság kitörésekor Bécsbe költözött, és 1919 végéig ott is maradt. Ez idő alatt egy ellenforradalmi lap kiadásán fáradozott.
Miután visszatért Magyarországra, színműveit Az ökör és más komédiák címmel adatta ki 1920-ban Budapesten. 1922-ben megjelent első regénye Halálos tavasz címmel, amely hatalmas sikert aratott. Ezt követően több színművel jelentkezett. 1923-ban a Nemzeti Színházban bemutatásra került A hazajáró lélek című darabja. 1924-ben pedig a Süt a nap című műve került a Nemzeti Színház műsorára. Ez utóbbival elnyerte az MTA Vojnits-díját. 1925-ben a Kisfaludy Társaság tagja lett, később a lengyel–magyar kapcsolatok ápolását célul tűző Magyar Mickiewicz Társaságnak is.
1927-től több újság (Budapesti Hírlap, Est-lapok, Magyarország) szerkesztőségénél is dolgozott. 1934–1936 között a Magyarország című folyóirat szerkesztője volt. 1930-tól újabb kitüntetés következett, a Corvin-koszorú. Felesége Bárczy Piroska lett. Az 1930-as években számos művét megfilmesítették. Zilahy ekkoriban Pegazus néven saját filmvállalatot alapított. A Horthy-rendszer politikáját támogatta, bár az ez ellen lázadó írókkal és értelmiségiekkel is kapcsolatban állt. 1935 áprilisában találkozót szervezett, amelyen megpróbálta közelíteni a népi írókat Gömbös Gyula irányvonalához. Május elején ennek érdekében létrehozták az Új Szellemi Front nevű tömörülést, azonban ez a törekvés a kezdeményezés szintjén maradt.
A második világháború kitörése után szembefordult a fennálló rendszerrel. 1940–től 1944-ig tulajdonosa és szerkesztője volt az angolszász orientiációjú Híd című hetilapnak. 1939-ben 2 millió pengős adományával alapítványt hozott létre tehetséges fiatalok számára, amelynek célja a Kitűnőek Iskolájának létrehozása volt. A háború miatt ez a gondolata nem valósult meg.

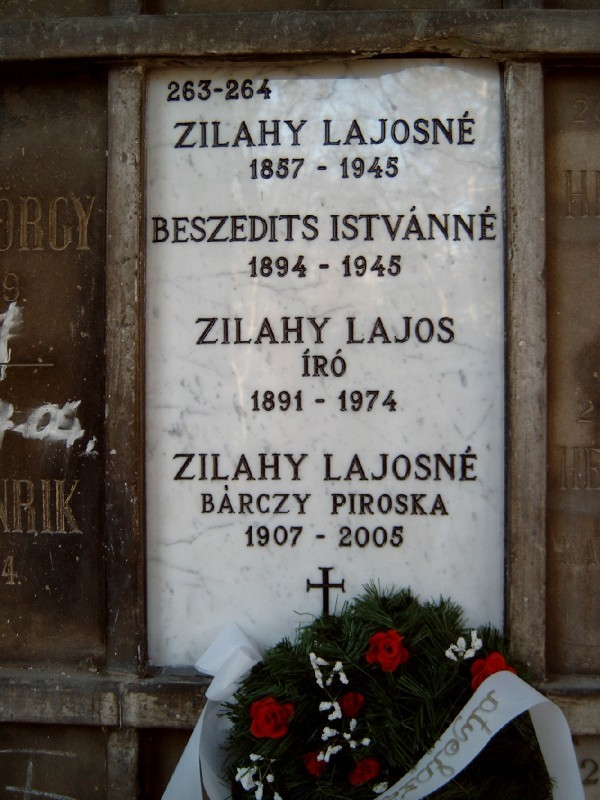
Zilahy Lajos hamvai a budapesti Kerepesi temetőben: A. B. 263-264.

Magyarország német megszállása után Fatornyok című darabját betiltották, mivel az erősen náciellenes volt. Világnézete miatt 1944-ben a fehérvárcsurgói Károlyi-birtokon bujkált a nyilasok és a Gestapo elől. 1945-től közéleti aktivitása megnőtt. A Magyar–Szovjet Művelődési Társaság első elnöke, illetve az Irodalom és Tudomány című folyóirat főszerkesztője lett Szent-Györgyi Alberttel együtt úgy, hogy a Tudomány részét Szent-Györgyi az Irodalom részét pedig Zilahy szerkesztette.
Amikor 1946-ban a társaságba beszüremkedő kommunisták propagandacélra akarták felhasználni az eredetileg kultúraközvetítő küldetésű társaságot, lemondott az elnöki pozícióról.
1947-ben családjával az Egyesült Államokba utazott, ahonnan nem tért haza. Művei tiszteletdíjából élt, a jobboldali emigráns szervezetekkel nem akart kapcsolatot tartani. Külföldre távozását követően műveit Magyarországon sokáig nem játszották. 1957-ben mutatták csak be ismét korábbi nagy sikerű darabját A szűz és a gödölyét.
1956-ban amerikai állampolgárságot kapott, és a Nemzetközi PEN Clubban az Amerikai Egyesült Államokat képviselte. Az emigrációban jobbról is balról is támadták. A szélsőjobboldaliaknak nem tetszett 1945 utáni magyarországi szerepvállalása, a baloldaliaknak az 1930-as évek közepén Gömbös Gyulával ápolt barátsága.
Az 1950-es évektől kezdve élete végéig gyakran látogatott a hajdani Jugoszláviába, Újvidékre, és rendszerint a Hotel Parkban szállt meg. 1971-ben Budapesten járt, foglalkoztatta ugyan a hazatelepedés gondolata, de arra is gondolt, hogy a vajdasági magyarkanizsai Liget-soron vesz magának házat. Súlyos csapásként élte meg a Halálos tavasz regényéből készült jugoszláv-spanyol-amerikai film (Samrtno prolece, 1973) kudarcát. Végleges hazatelepülését azonban halála megakadályozta; az Újvidék melletti kamanci tüdőszanatóriumban hunyt el. Végrendeletének megfelelően Budapesten temették el.

## Munkássága
Az 1916-ban megjelent verseskötete nagyrészt háborúról szóló költeményeket tartalmazott. 
Az 1920-as Az ökör és más komédiák című kiadásban egyfelvonásos darabok találhatók. Az 1922-ben kiadott Halálos tavasz című regénye rendkívül sikeres volt, mivel romantikus érzelmességével sikerült megragadnia a közönséget. Süt a nap című színművét az első világháború utáni falusi életéből merítette. Ezzel sikerült elnyernie az MTA Vojnits-díját. 1925-ben beválasztották a Kisfaludy Társaságba. A középosztályt Két fogoly című, 1926-ban Budapesten megjelent regényével nyerte meg. Ez a lélektani regény, amely az első világháború utáni kiúttalanságot érzékelteti, meghozta számára a világsikert is. 1930-ban megkapta a Corvin-koszorút.
Az 1930-as évek hozták el a magyar filmgyártás fénykorát. Zilahy ebben az időben forgatókönyvíróként és később rendezőként is tevékenykedett. Több művét is megfilmesítették. Az egyik legnagyobb sikert az 1939-ben készült Halálos tavasz jelentette, amelyben a felejthetetlen Jávor Pál és korának szexszimbóluma, Karády Katalin játszott. A film forgatókönyvét saját regénye alapján Zilahy írta, és a produceri feladatok mellett maga vállalta a film rendezését is. Olyan filmeknél működött közre emellett, melyekben olyan nagyszerű színészek játszottak, mint Bilicsi Tivadar, Somlay Artúr, Csortos Gyula, Kiss Manyi, Páger Antal, Gózon Gyula, hogy csak a legnagyobb neveket említsük. Említésre méltó még az 1943-as Fatornyok című darabja, amely teljes szembefordulás a náci rendszerrel. 1943-ban Szépanyám című színművével érdemelte ki a Magyar Tudományos Akadémia Vojnits-díját.
Az Irodalom és Tudomány című folyóiratban kezdte el folytatásokban közölni Ararát című regényét. Később – már emigrációban – tovább szőtte a történet szálait, megírva az előzményeket és a folytatást is. Így született A Dukay család trilógia, a magyar arisztokrácia közel másfél száz esztendőt átfogó társadalomrajza. A regényben, amely a bécsi kongresszus megnyitásakor (1814) kezdődik és a huszadik század negyvenes éveinek végén ér véget, több kor és több nemzedék története szövődik egymásba rendkívül fordulatosan és olvasmányosan. Realizmus és romantika keveredik a nagyregényben, gyakran lírai, máskor humoros jelenetekkel ötvöződve. A trilógia a hetvenes években Újvidéken jelent meg, magyar nyelvű könyv esetében példátlanul magas, 272 000 példányban, ebből átkerült hazánkba 40 000 példány, de a cenzúra nem engedte a regényt a maga teljességében forgalomba hozni Magyarországon. A teljes, cenzúrázatlan szöveg először 2006-ban jelent meg Magyarországon, 1416 oldalon.

## Művei

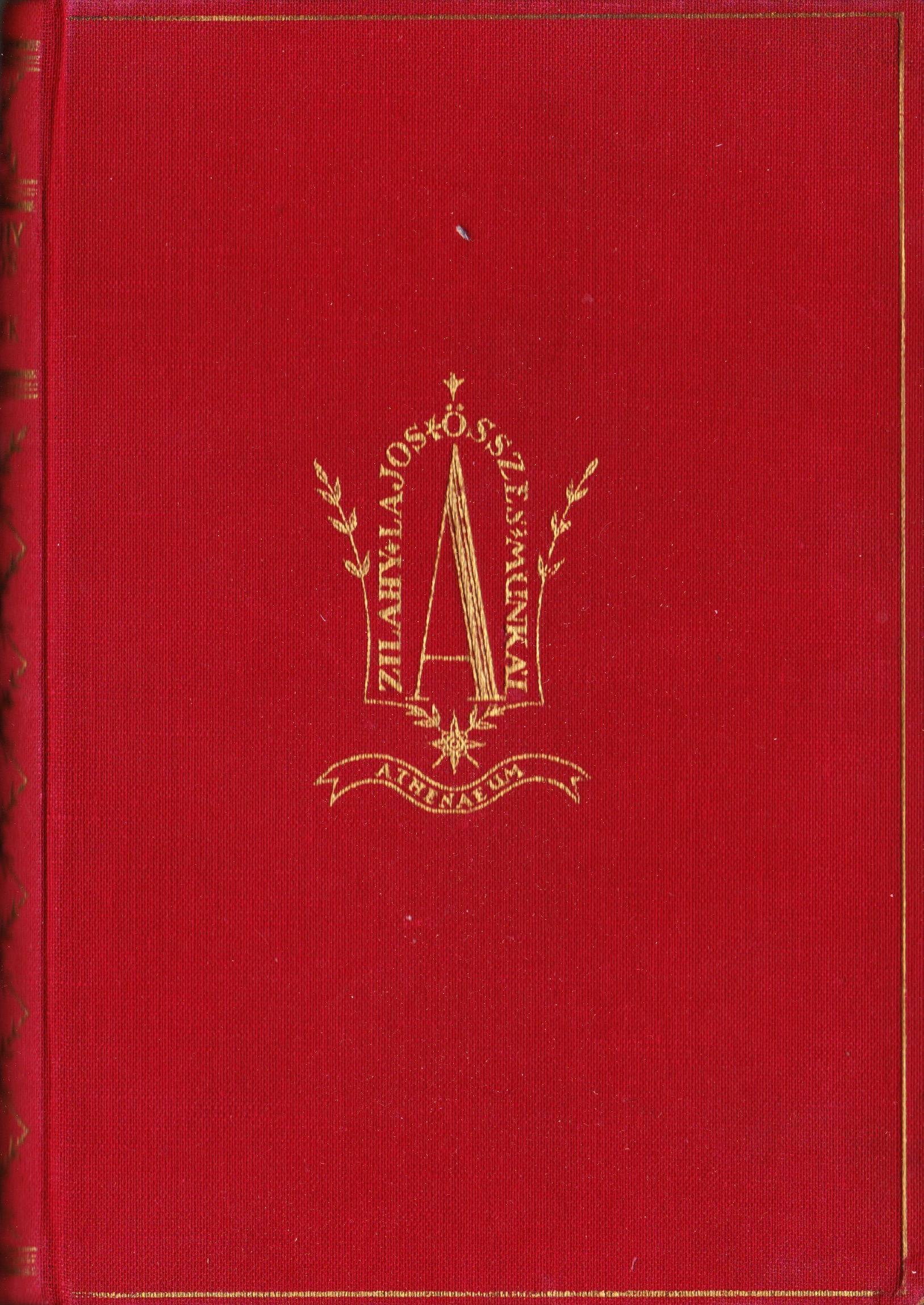
Zilahy műveinek díszkiadása az 1930-as évekből

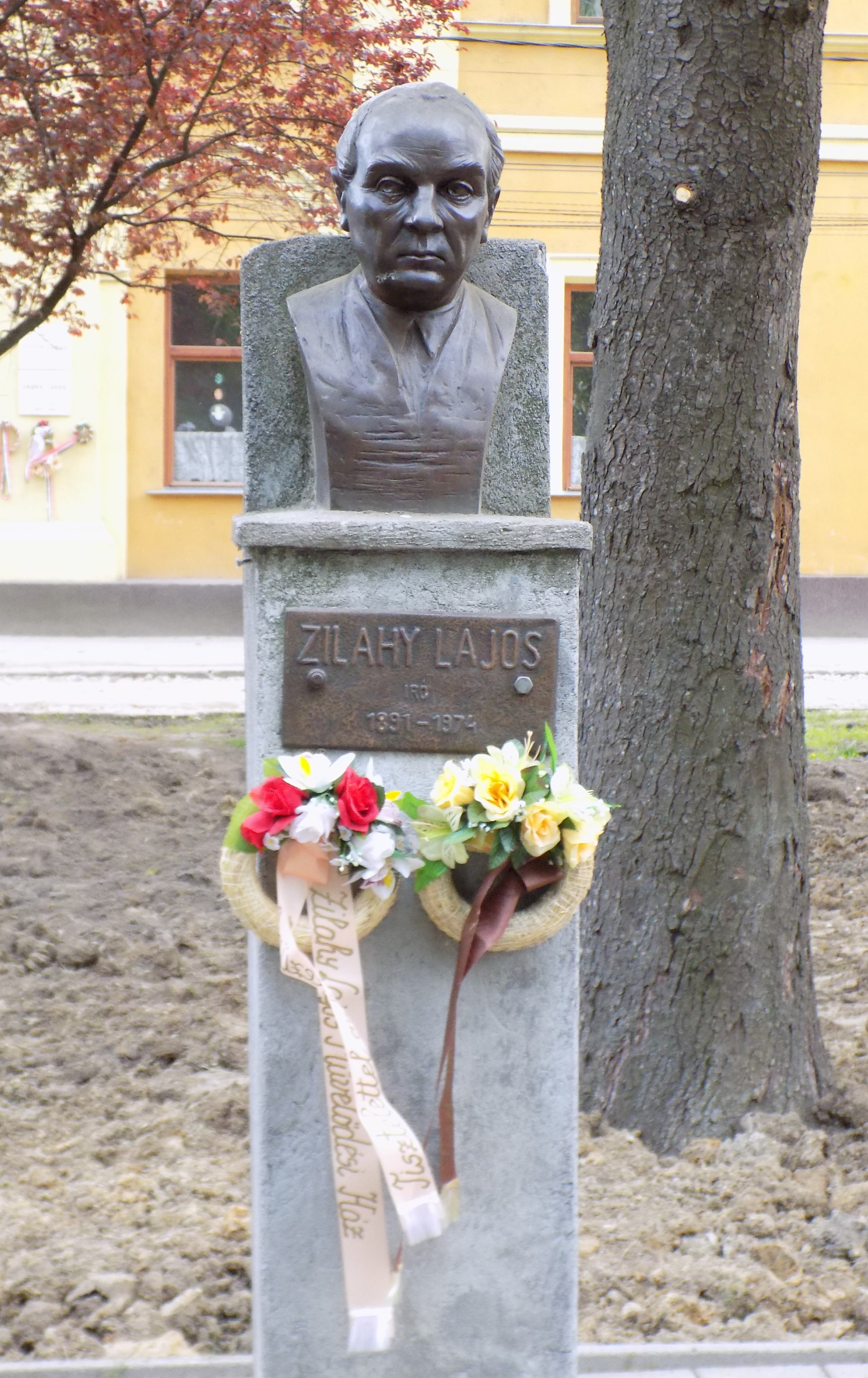
Zilahy Lajos szobra Nagyszalontán

- János szerelme (1912) (elbeszélés)[9]
- Málvinka esküvője (1912) (elbeszélés)[19]
- A rongyos katona (mesejáték, 1915)[20]
- Záveczky protezsál (elbeszélés, 1915)[21]
- A rongyos katona. Mesejáték két képben; Singer és Wolfner, Budapest, 1915 (Műkedvelők színháza)
- Zilahy Lajos versei. 1914–16; előszó Beöthy Zsolt; Singer-Wolfner, Budapest, 1916[10]
- A két Illey (1916)[22]
- Rózsika (1917)[23]
- Az ökör és más komédiák; Rózsavölgyi, Budapest, 1920
- Pipafüst (1920)[24]
- Halálos tavasz. Regény; Athenaeum, Budapest, 1922 (Olcsó regény)[25]
- Szépapám szerelme. Regény; Kultúra, Budapest, 1922 (Magyar regényírók)
- A jégcsap (1923)
- Hazajáró lélek. Színmű; Athenaeum, Budapest, 1923
- Az ezüstszárnyú szélmalom. Novellák; Athenaeum, Budapest, 1924[26]
- Süt a nap. Vígjáték; Athenaeum, Budapest, 1924[27][28] – Vojnits-jutalommal elismert mű.
- Csillagok (1925)
- Két fogoly; Athenaeum, Budapest, 1926[29]
- Grassalkovics (1926)[30]
- A világbajnok. Bohózat; Athenaeum, Budapest, 1927
- A fehér szarvas. Színmű; Athenaeum, Budapest, 1927
- Valamit visz a víz; Athenaeum, Budapest, 1929 (Zilahy Lajos munkái)[31]
- Szibéria. Magyar hadifoglyok története; Athenaeum, Budapest, 1928[32]
- A tábornok. Színmű; Athenaeum, Budapest, 1928[33] – Vojnits-jutalommal elismert mű.
- A házasságszédelgő. Vígjáték; Singer-Wolfner, Budapest, 1928 (Műkedvelők Színháza. Új sorozat)
- Zenebohócok. Commedia dell'arte; Athenaeum, Budapest, 1928[34]
- Versek; Athenaeum, Budapest, 1929 (Zilahy Lajos munkái)
- Családi levelesláda (1929)
- Leona. Színmű; Athenaeum, Budapest, 1930
- A szökevény. Regény; Athenaeum, Budapest, 1931
- A lélek kialszik. Regény; Athenaeum, Budapest, 1932 (Zilahy Lajos munkái)[35]
- A tésasszony. Vígjáték; Athenaeum, Budapest, 1932
- Tűzmadár. Színmű; Athenaeum, Budapest, 1932 (Zilahy Lajos munkái)
- Fehér hajó; Athenaeum, Budapest, 1932 (Zilahy Lajos munkái)
- A tizenkettedik óra. Komédia; Athenaeum, Budapest, 1933 (Zilahy Lajos munkái)
- Úrilány. Vígjáték; Athenaeum, Budapest, 1934 (Zilahy Lajos munkái)
- Az utolsó szerep. Színmű; Athenaeum, Budapest, 1935 (Zilahy Lajos munkái)
- A fegyverek visszanéznek; Athenaeum, Budapest, 1936
- A szűz és a gödölye. Színmű; Athenaeum, Budapest, 1937 – Vojnits-jutalommal elismert mű.
- Gyümölcs a fán. Színmű; Athenaeum, Budapest, 1939
- Kisebb elbeszélések; Országos Református Szeretetszövetség, Budapest, 1939 (Népbarát)
- A földönfutó város; Athenaeum, Budapest, 1939[36]
- Csöndes élet és egyéb elbeszélések; Athenaeum, Budapest, 1941
- Szépanyám. Színmű; Athenaeum, Budapest, 1943 – Vojnits-jutalommal elismert mű.
- Fatornyok. Színmű; Athenaeum, Budapest, 1943
- Symposion. Zilahy Lajos serlegbeszéde; Athenaeum Ny., Budapest, 1944
- Ararát. Regény; Athenaeum, Budapest, 1947
- Krisztina és a király. Regény; Lincolns-Prager, London, 1953 (Magyar írók könyvesháza kiadványai)
- Üzenet Péternek (1956)
- A Krisztus-arcú szovjet katona (eredetileg angolul jelent meg The Christ-faced Soviet Soldier címmel) (1958)[6]
- A Dukay család. Regény, 1-3.; Magvető, Budapest, 1968[37]
  - 1. A bíbor évszázad, 1814–1914
  - 2. Rézmetszet alkonyat, 1914–1939
  - 3. A dühödt angyal. 1919–1948

## Műfordításai
- Marcel Pagnol: Topáz (vígjáték, 1929)[38]
- Armont-Vandenberghe: Fiúk, lányok, kutyák (vígjáték)[39]
- Jean Giraudoux: Sellő (dráma, 1943)

## Emlékezete
- Születésének századik évfordulóján, 1991-ben a Magyar Írószövetség, a Petőfi Irodalmi Múzeum, a Magyar Irodalomtörténeti Társaság és a Pest Megyei Művelődési Központ és Könyvtár közös rendezésében tudományos emlékülés emlékezett meg életművéről Szentendrén.[40]